# 英霊

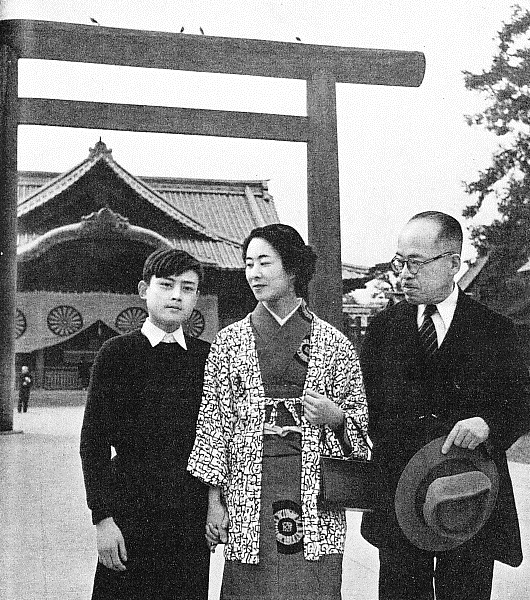
英霊として祀られた肉親のために靖国神社参拝をする戦争遺族（昭和30年）

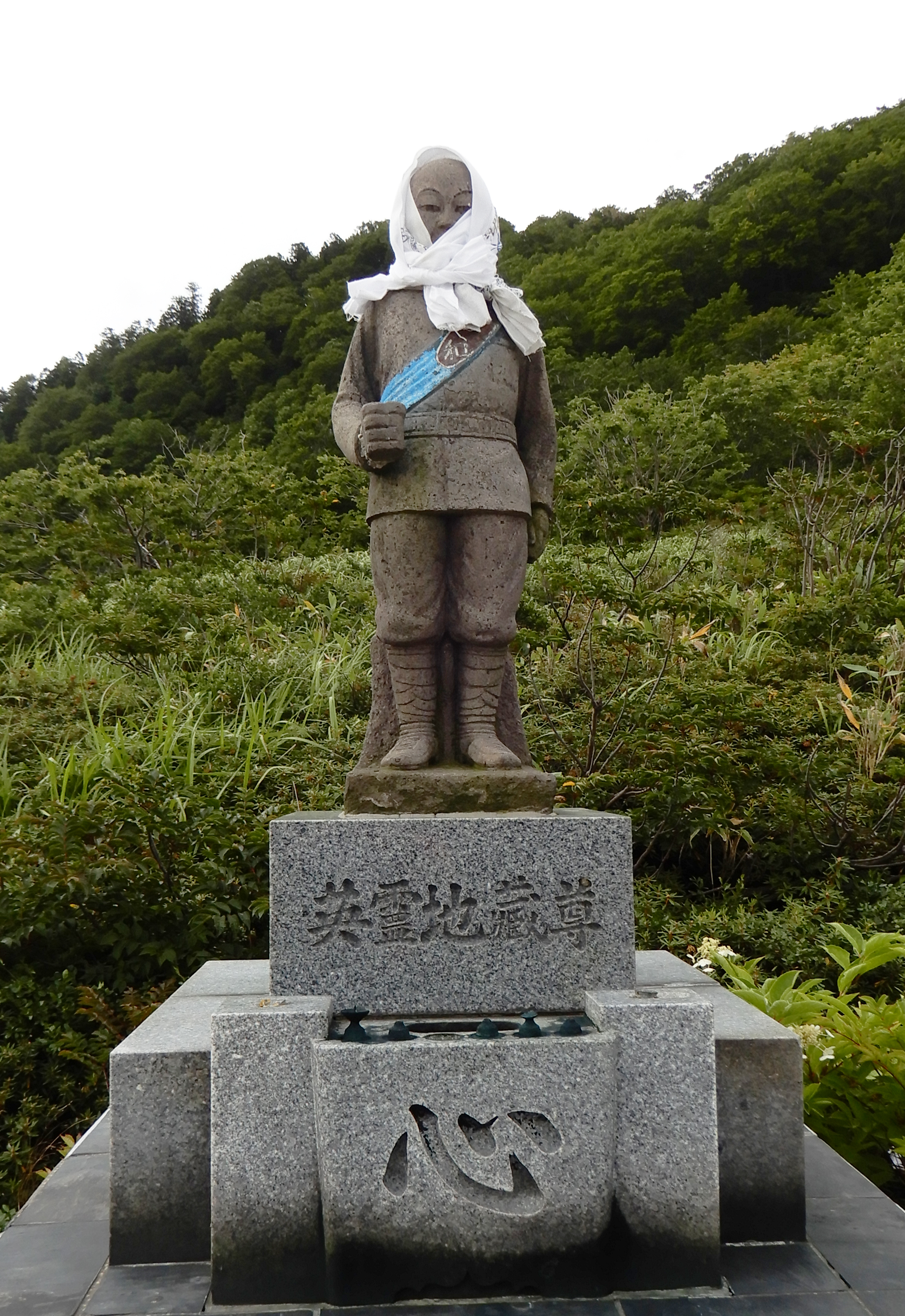
仏教での英霊供養。英霊地蔵尊(恐山菩提寺)

英霊（えいれい、英靈）とは、死者、特に戦死者の霊を敬っていう語（この意味では日本語としてのみ用いられる）。また、英華秀霊の気の集まっている人の意で、才能のある人、英才を指す。

## 概要
英霊の語は古くは『隋書』など中国の古典にみられ、英華霊秀の気をもって生まれた、つまり優れた人を意味した。
日本では幕末に藤田東湖の漢詩「和文天祥正気歌」（「文天祥の正気の歌に和す」）の一節「英霊未嘗泯／長在天地間」（「英霊いまだかつて泯びず、とこしえに天地の間にあり」）という漢詩の一節が志士の間で詠われ広まった。

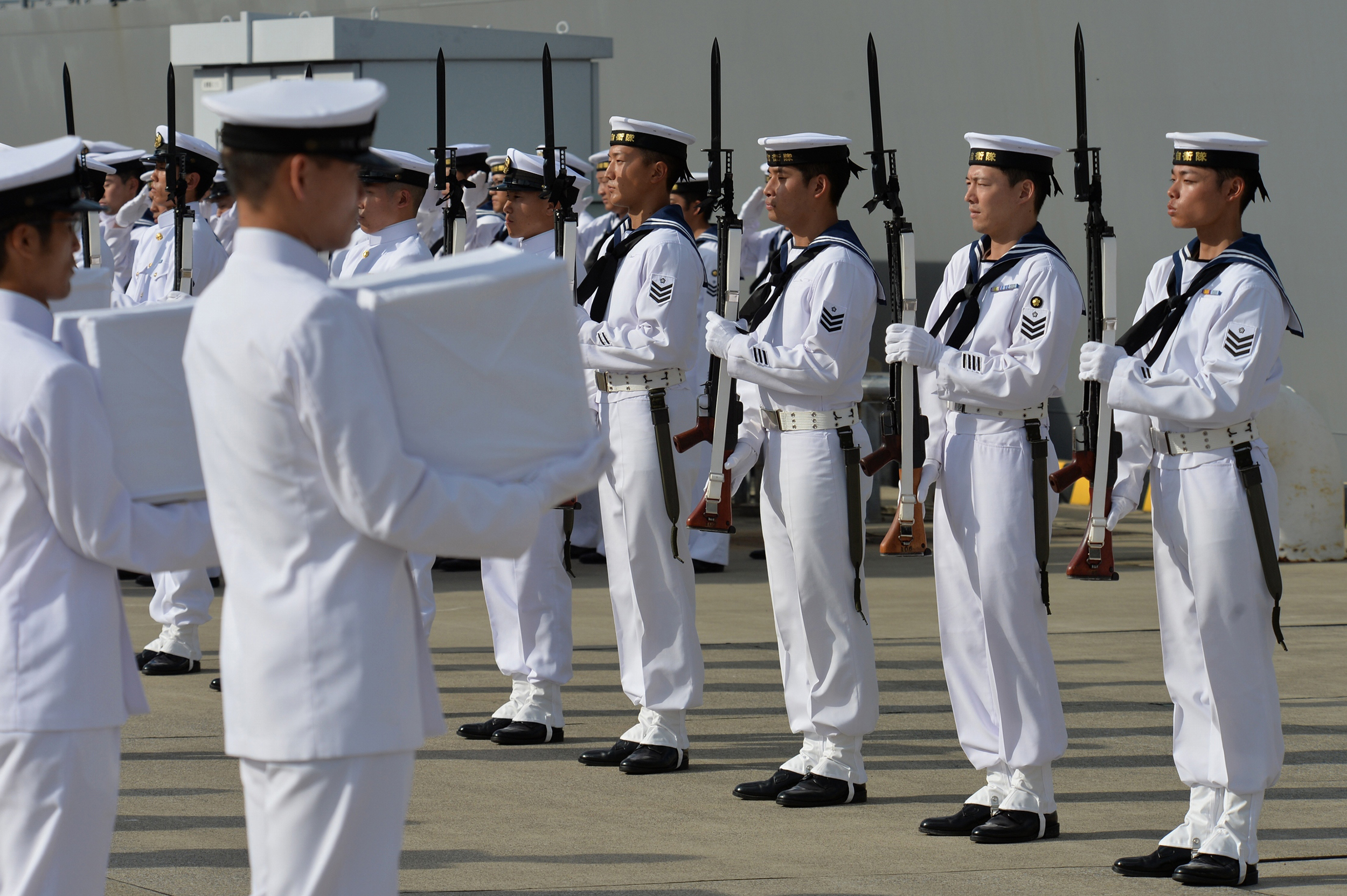
儀じょう隊（海上自衛隊）による、戦没者英霊（遺骨）への礼式

さらに日露戦争以降、特に国に殉じた人々、靖国神社・護国神社に祀られている戦没将兵の「忠魂」・「忠霊」と称されていたものを指して使われ始めた。政治的、思想的な論争の対象となることがある（詳細は靖国神社問題を参照）。
鉄道省は、遺骨移送列車の方向板と窓に英霊のマークをつけ、車内に黒幕を張った。
なお、Fallen Soldiersを英霊と翻訳することがあるが、生死観、霊魂観、身体観などには文化的社会的な差異があるため、それぞれの言語に現れている観念の繊細な差異に注意すべきとされる。
但し戦死者にのみ使われる特別な用語ではなく、葬儀の際に故人に語り掛ける弔辞で「霊魂」のことを「英霊」と言うのが1940年代までは一般的であったから、まるで「英霊」が戦死者にのみ用いられた語のように限定するのは勘違いである（昭和39年の学長への弔辞の例：希くは在天の英霊よ母校の空を天翔りつつ母校の発展を見守り給え）。

## 議論
- 西部邁（評論家）は2017年の著書で「〔靖国〕神社は「英霊」を祀る場所であり、そして「英（ひい）でた霊」とは「国家に公式的な貢献をなして死んだ者の霊」のことをさす。故東条英機をはじめとするA級戦犯と（占領軍から）烙印を押された我が国の旧指導者たちに英霊の形容を冠するのは、歴史の連続性を保つという点で、是非とも必要なことと思われる」、「あの対米戦争はいわば「負けを覚悟の偉大な祖国防衛戦争」であり、そして東京裁判が「みせしめの政治芝居」であったことが歴然としている以上、A級戦犯と名付けられている（戦勝国によって殺害された）人々の霊（なるもの）が英霊でないはずがない」[5]と説明している。